# Vergilov Ridge
Vergilov Ridge (englisch; bulgarisch Вергилов хребет Wergilow chrebet) ist ein unterseeischer Rücken in der South Bay der Livingston-Insel im Archipel der Südlichen Shetlandinseln. Er erstreckt sich in südost-nordwestlicher Ausrichtung über eine Länge von 3,5 km und in Meerestiefen von 50 bis 100 m. Er ist die Endmoräne des Perunika-Gletschers.
Die bulgarische Kommission für Antarktische Geographische Namen benannte ihn 2012 in Anlehnung an die Benennung der benachbarten Vergilov Rocks. Deren Namensgeber ist Slatil Wergilow (* 1958), Mitglied der Mannschaft, welche 1988 ersten Gebäude der St.-Kliment-Ohridski-Station errichtet hatte.